# Дженоа-Сіті (Вісконсин)
Дженоа-Сіті (англ. Genoa City) — селище (англ. village) в США, в округах Кеноша і Волворт штату Вісконсин. Населення — 2982 особи (2020).

## Географія
Дженоа-Сіті розташована за координатами 42°30′18″ пн. ш. 88°19′10″ зх. д. / 42.50500° пн. ш. 88.31944° зх. д. (42.504962, -88.319397).  За даними Бюро перепису населення США в 2010 році селище мало площу 6,05 км², уся площа — суходіл. В 2017 році площа становила 6,83 км², уся площа — суходіл.

## Демографія
Згідно з переписом 2010 року, у селищі мешкали 3042 особи в 1072 домогосподарствах у складі 784 родин. Густота населення становила 503 особи/км².  Було 1178 помешкань (195/км²).
Расовий склад населення:
| - 95,4 % — білих - 0,7 % — чорних або афроамериканців - 0,4 % — азіатів - 0,3 % — корінних американців - 1,9 % — осіб інших рас |

До двох чи більше рас належало 1,3 %. Частка іспаномовних становила 6,5 % від усіх жителів.
За віковим діапазоном населення розподілялося таким чином: 32,1 % — особи молодші 18 років, 60,2 % — особи у віці 18—64 років, 7,7 % — особи у віці 65 років та старші. Медіана віку мешканця становила 31,9 року. На 100 осіб жіночої статі у селищі припадало 98,3 чоловіків;  на 100 жінок у віці від 18 років та старших — 94,1 чоловіків також старших 18 років.
Середній дохід на одне домашнє господарство  становив 68 230 доларів США (медіана — 65 294), а середній дохід на одну сім'ю — 74 480 доларів (медіана — 70 398). Медіана доходів становила 47 177 доларів для чоловіків та 39 038 доларів для жінок. За межею бідності перебувало 12,5 % осіб, у тому числі 15,7 % дітей у віці до 18 років та 21,9 % осіб у віці 65 років та старших.
Цивільне працевлаштоване населення становило 1484 особи. Основні галузі зайнятості: виробництво — 19,6 %, освіта, охорона здоров'я та соціальна допомога — 13,4 %, роздрібна торгівля — 12,7 %.